# Fredrik I av Pfalz-Simmern
Fredrik I (kallad "Hunsrückaren"; på tyska Friedrich I. der Hunsrücker), född den 24 april 1417, död den 29 november 1480, var en tysk furste. Han var regerande greve av Sponheim 1444–1480 och pfalzgreve av Pfalz-Simmern 1459–1480.

## Biografi
Fredrik var äldste son till pfalzgreven Stefan av Simmern-Zweibrücken och Anna av Veldenz. Hans morfar var Fredrik III av Veldenz och vid dennes död 1444 ärvde dottersonen grevskapet Sponheim. Samma år beslöt fadern om en delning av sitt pfalzgrevskap så att Fredrik vid faderns död 1459 erhöll Simmern medan den yngre brodern Ludvig erhöll Zweibrücken.
Fredrik I stöttade konsekvent kurfursten Fredrik den segerrike av Pfalz i dennes krigföring.
Fredrik I var gift med Margareta av Geldern (1436–1486) med vilken han fick följande barn:
1. Katarina (1455–1522), abbedissa i Trier
2. Stefan (1457–1489), "domherre" (närmast domprost) i Strasbourg, Mainz och Köln
3. Wilhelm (född och död 1458)
4. Johan, (1459–1509), efterträdde fadern som pfalzgreve av Simmern
5. Fredrik (1460–1518), "domherre" i Köln, Speyer, Trier, Mainz, Magdeburg och Straßburg
6. Ruprecht (1461–1507), biskop av Regensburg
7. Anna (1465–1517), nunna i Trier
8. Margarete (1466–1506), nunna i Trier
9. Helena (1467–1555), priorinna i Trier
10. Wilhelm (1468–1481), "domherre" in Trier

Fredrik och Margareta fick sina gravplatser i augustinerklostret Ravengiersburg i Ravengiersburg utanför Simmern.